# Ferrere (Argentera)
Ferrere è una frazione del comune di Argentera, in alta Valle Stura, in provincia di Cuneo. L'abitato è situato a una quota media di 1.890 m s.l.m.

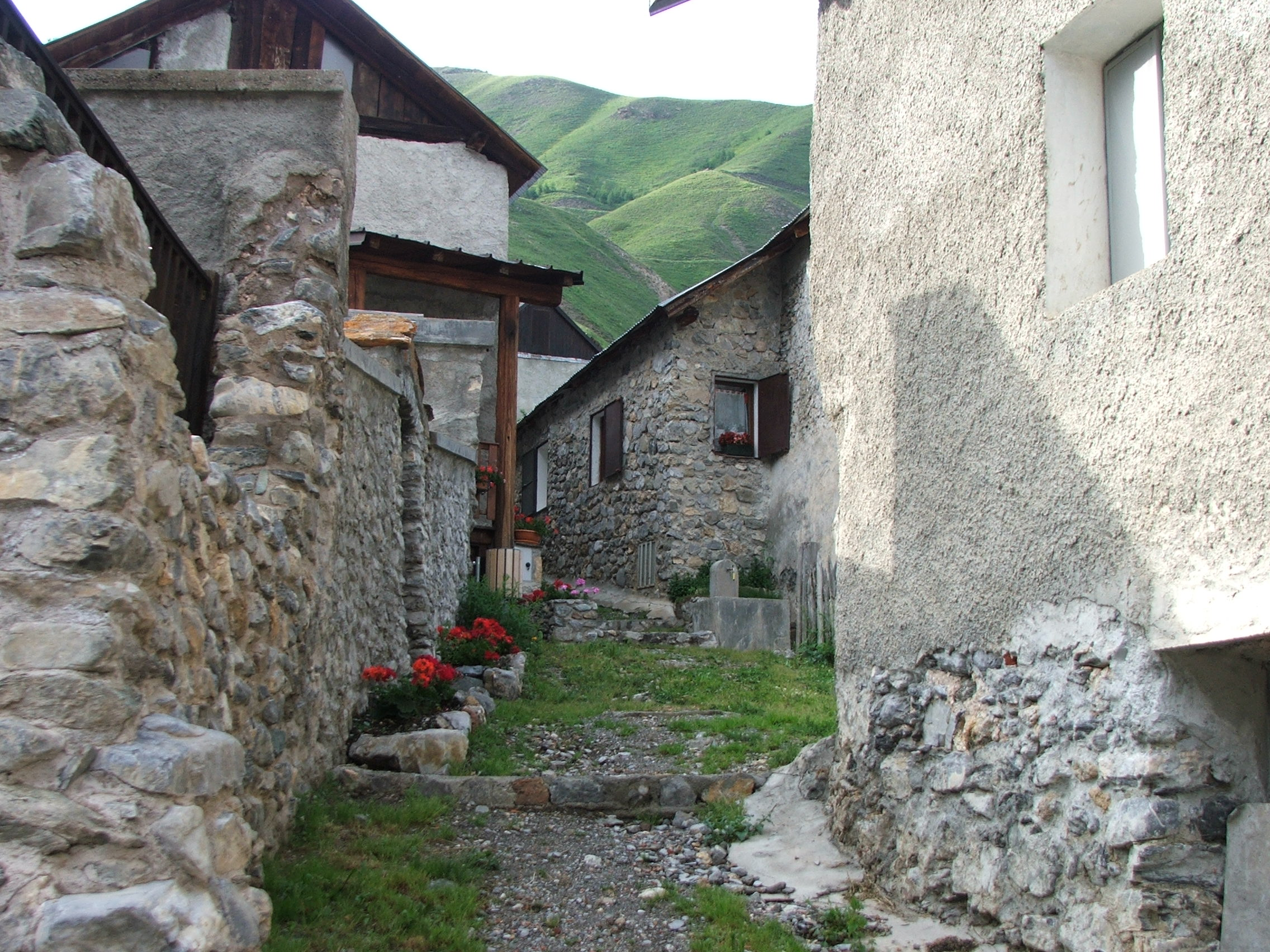
Un vicolo di Ferrere

Nel dopoguerra gli abitanti hanno lasciato man mano tutte le abitazioni per trasferirsi nella Valle Stura e in pianura. Buona parte delle case sono state sistemate e sono ora utilizzate da villeggianti.
Il Rifugio Becchi Rossi è il principale punto di riferimento dell'abitato e l'unica attività commerciale attiva. 
Nell'abitato vi è un museo, attualmente custodito dal rifugista, due campanili, di cui uno diroccato, un cimitero e un vecchio panificio utilizzato solo durante la festa del paese, il 25 luglio.
Da Ferrere partono diversi sentieri di montagna che conducono ai monti circostanti, tra cui l'Enciastraia, la Rocca dei Tre Vescovi, i Becchi Rossi, la Cima del Bal, la Cima delle Lose e molte altre destinazioni.

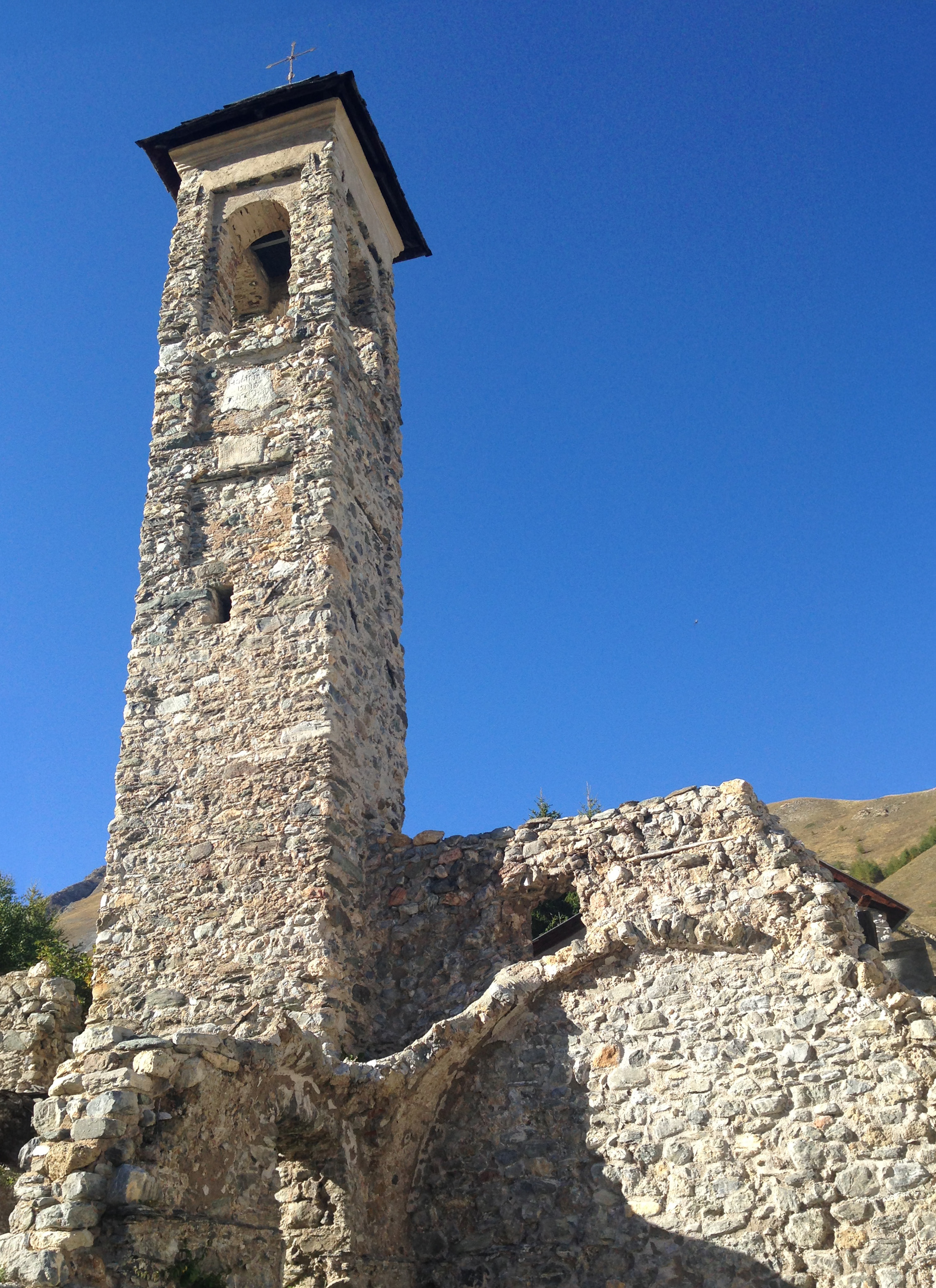
Antico campanile a Ferrere